# Lambeth North Station
Lambeth North Station er en London Underground-station i Lambeth-distriktet, ved krydset mellem Westminster Bridge Road og Baylis Road. Stationen er betjent af Bakerloo line, og ligger mellem Elephant & Castle og Waterloo i takstzone 1. Adressen er 110 Westminster Bridge Road, og det er den nærmeste Underground-station på Imperial War Museum.

## Historie
Stationen er tegnet af Leslie Green og blev åbnet af Baker Street and Waterloo Railway den 10. marts 1906 under navnet Kennington Road. Den var banens midlertidige sydlige endestation indtil 5. august 1906, hvor Elephant & Castle Station åbnede. Stationens navn blev ændret til Westminster Bridge Road i juli 1906 og blev igen ændret, til Lambeth North, i april 1917.
Klokken 03:56 den 16. januar 1941 ramte en 1800 kg tysk "Satan" 1. generationsbombe et nærliggende vandrerhjem på 92 Westminster Bridge Road. Shokbølgen medførte betydende skader til den sydgående tunnel, hvor 28 personer, der havde søgt ly her, kom til skade. En af disse døde på hospitalet 15 dage senere. 37 elementer i den beskadigede tunnel blev fuldstændigt udskiftet, 15 delvist udskiftet og 26 m perron ombygget. Der kørte ikke tog gennem stationen indtil 95 dage efter bombningen.
Stationen var lukket sammen med resten af banen syd for Piccadilly Circus, for at forbedre tunnellen mellem 9. november 1996 og 14. juli 1997.

## Layout
Der er to spor i separate tunneller. Stationen har to elevatorer og en spindeltrappe for at forbinde gadeniveau med perronniveau (ca. 21 m nedenunder).

## Transportforbindelser
London buslinjer 12, 53, 59, 148, 159, 453 og natlinje N109.

## Galleri
- Nordgående perron set mod syd
- Sydgående perron set mod nord
- Rondel på perron
- Et sydgående tog holder på Lambeth North